# Dersoe Oezala (boek)

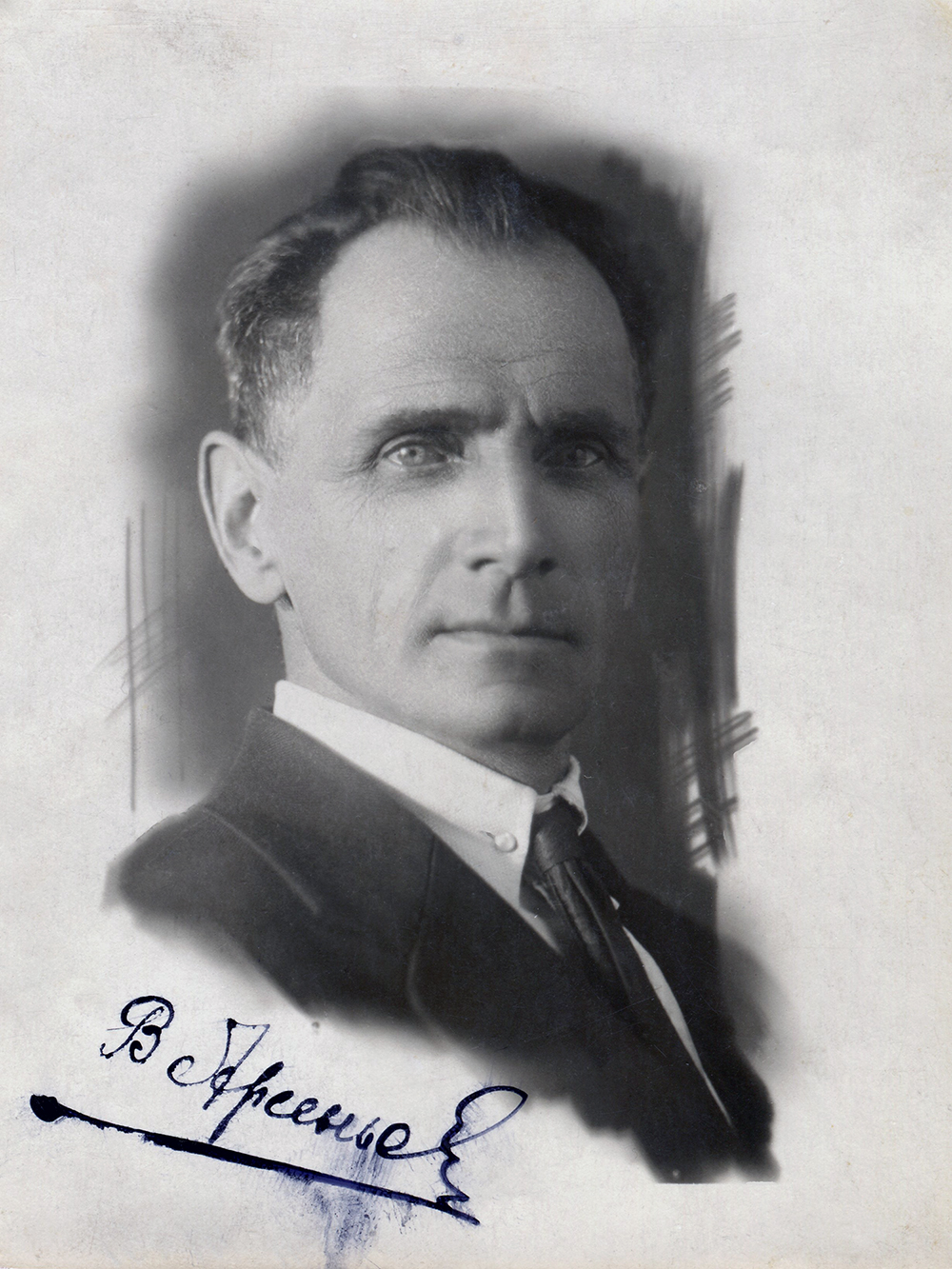
Vladimir Klavdijevitsj Arsenjev

Dersoe Oezala (Russisch: Дерсу Узала), geschreven door V.K. Arsenjev (1872-1930).
Vladimir Arsenjev ondernam vanaf 1902 tot aan zijn dood twaalf grote expedities door het gebied tussen de Stille Oceaan en de rivier de Oessoeri, in het oosten van Siberië.  In deze streek had tot die tijd nog zo goed als geen geografisch, etnologisch of ander onderzoek plaatsgevonden. Hij deed als eerste onderzoek naar de planten- en de dierenwereld, de geografie en de topografie. Ook beschreef hij de nomadenstammen die er leefden, hun gebruiken en hun talen. Bij drie van deze expedities werd hij begeleid door de Nanai Dersu Uzala (ook: Dersoe Oezala) die als jager/verzamelaar in de taiga leefde. Door de nauwe samenwerking ontwikkelde zich een vriendschappelijke band. Het boek is na de dood van Dersoe geschreven door een betrokken Arsenjev die waarderend over hem schrijft.
Het werk van Arsenjev bevat beschrijvingen van de nomadische, inheemse jagersbevolking (de Nanai en Oedegeïers). Arsenjev meldt ook op diverse plaatsen dat deze volken in die periode nadelige invloed ondervonden van geïmmigreerde Chinezen. De lokale bevolking werd de verplichting opgelegd om een bepaalde hoeveelheid huiden af te dragen op straffe van represailles of intimidaties; de invloed van de Russische overheid was in deze uithoek weinig effectief. Wie schulden maakte bij de Chinezen werd uitgebuit. Door Chinezen toegepaste jachtmethoden waren volgens Dersu nadelig voor de wildstand en de mogelijkheid voor de bevolking om in hun onderhoud te voorzien.

## Inhoud

### 1902
Tijdens een expeditie in de tweede helft van 1902 in de nabijheid van het Chankameer in het zuiden van de huidige kraj Primorje ontmoette het gezelschap van Arsenjev bij toeval Dersoe Oezala. Deze was toen 53 jaar oud, trok jagend en zwervend door de bossen en ruilde huiden en geweien met Chinezen tegen kleding en munitie. Zijn gehele bezit droeg hij mee in een rugzak. Slechts in de winter woonde hij een tijdelijke hut van schors en takken. Zijn vrouw en twee jonge kinderen waren reeds lang geleden overleden aan pokken.

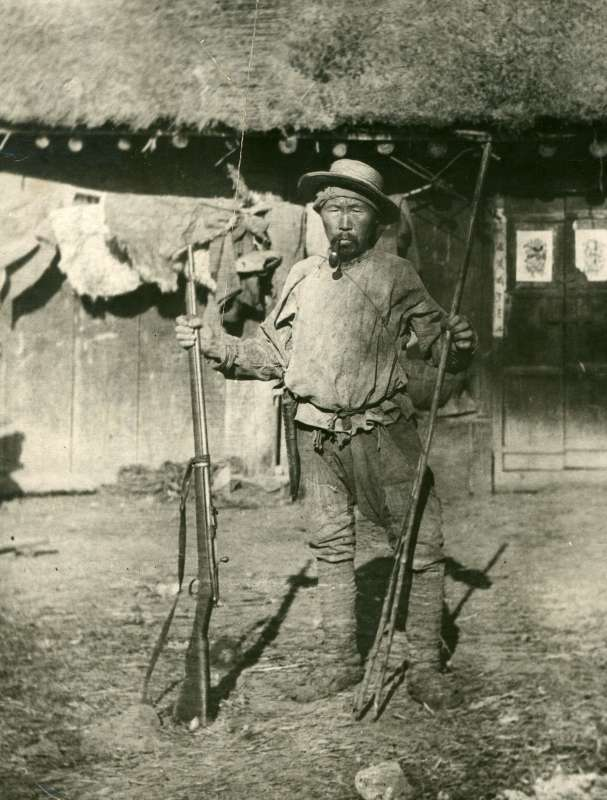
Dersoe Oezala

### 1906
Ook bij een volgende expeditie in 1906 komt de groep van Arsenjev bij toeval Dersu weer tegen. De expeditie ging in mei 1906 van start en duurde tot eind november. Ze besloeg een oostelijker gebied, de bergrug Sichote-Alin en de kuststrook. Opnieuw gaat hij mee als gids en deelnemer. Dersu heeft als bewoner van de taiga een grote vaardigheid op het gebied van jagen, sporen lezen en deze volgen, hij kent de gewoonten van dieren en kan de natuur in het algemeen "lezen". Af en toe lijken het sterke verhalen, het is niet meer verifieerbaar. Een opvallende passage is echter het plukken en eten van blauwe bessen door Arsenjev, waarbij Dersoe aangaf niet te weten dat deze eetbaar zijn. Na afloop van deze expeditie spraken ze af dat bij een vervolgexpeditie in 1907 Dersoe opnieuw meegaat. Deze legt uit waar hij tot die tijd zal verblijven zodat ze hem kunnen vinden.

### 1907
De expeditie van mei tot december 1907 vond plaats door het noordelijk deel van de Sichote-Alin bergrug, vanaf de kust westwaarts tot de spoorlijn Vladivostok - Chabarovsk.
In de loop van deze expeditie bleek dat Dersu last heeft van slechter wordende ogen. Het wild wordt door Arsenjev eerder gezien dan door hem, wat de jaren daarvoor nooit voorkwam. Ook schiet hij geregeld mis, voor hem een geheel nieuwe ervaring op grond waarvan hij moet concluderen dat hij zijn leefwijze niet langer kan voortzetten.

### In Chabarovsk
Arsenjev haalde hem over na deze expeditie mee te gaan naar Chabarovsk waar ze in januari 1908 samen een flat betrokken. Dersu kon in de stad echter absoluut niet aarden en kondigde na een aantal maanden aan dat hij vertrekt, de heuvels en bossen in. Een dag later bleek hij te zijn vertrokken. 
Twee weken na zijn vertrek, eind maart 1908, ontving Arsenjev een telegram van het hoofd van het station bij het dorp Korfovskij die meldde dat Dersoe vermoord was gevonden in het bos. Hij is slachtoffer geworden van een beroving. Arsenjev gaat naar die plek en treft daar een politiecommissaris en een paar werklui die een graf graven. In de heuvels van Chechtsir nabij Korfovskij, circa 20 km ten zuiden van Chabarovsk, kreeg Dersoe zijn laatste rustplaats. In het dorp kwam later een gedenkmonument.

## Uitgaven
- Eerste publicatie in de Sovjet-Unie, 1923
- In Engelse vertaling verschenen bij E.P. Dutton, New York, 1941; vertaling Malcolm Burr
- Ongewijzigde herdruk gepubliceerd door McPherson&Company, Kingston (New York), 1996

## Afbeeldingen

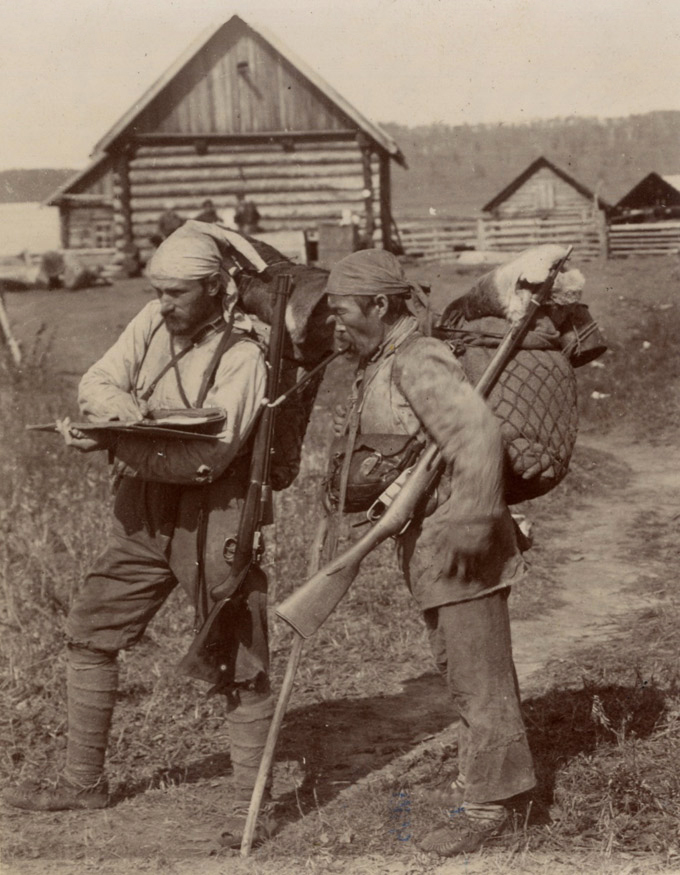
Arsenjev en Dersoe tijdens de expeditie van 1906 langs de rivier Kulumbe
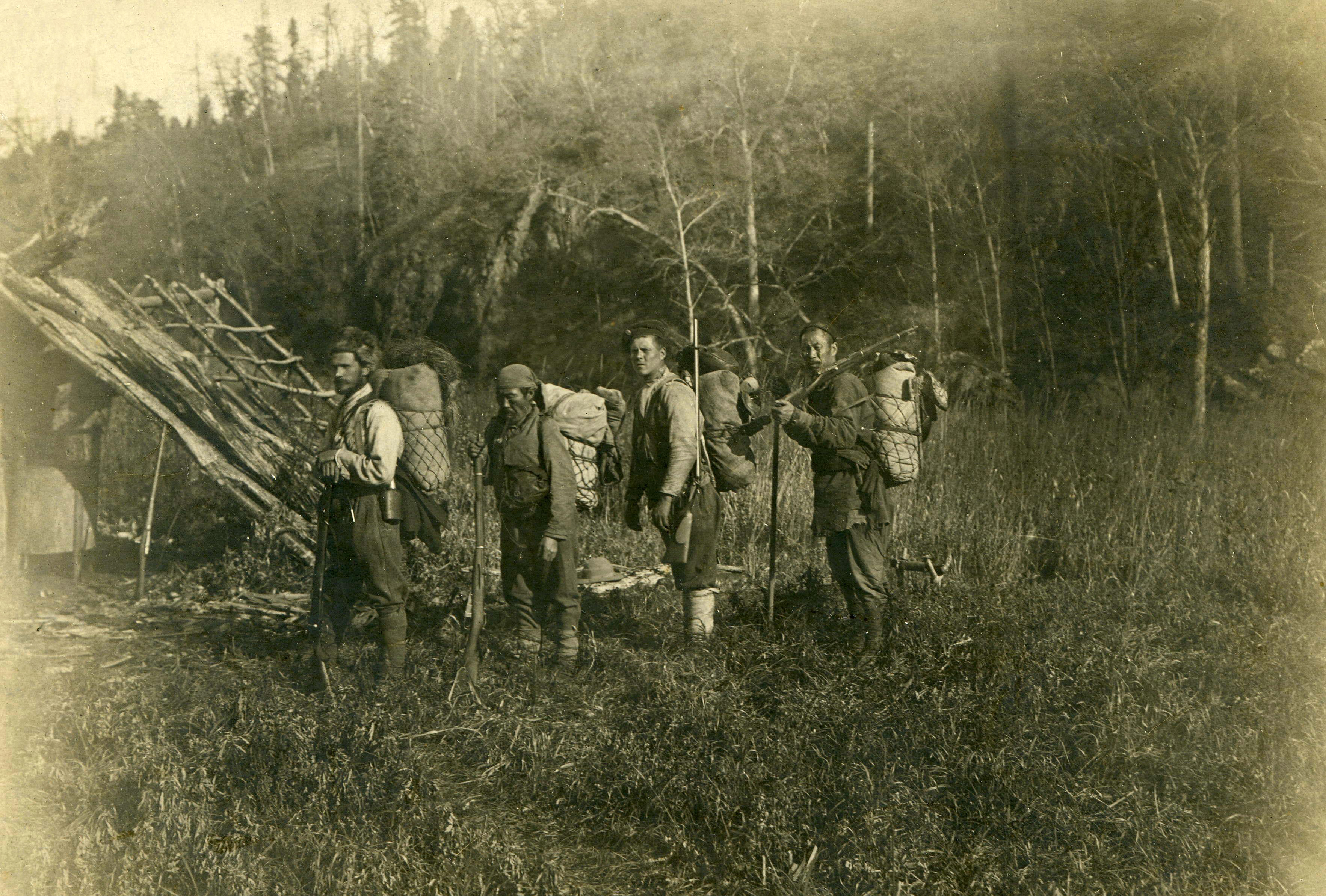
Arsenjev, Dersoe, een onbekende persoon en Zhang-Bao (van links naar rechts) onderweg langs het rivierbekken van Takema, 1907
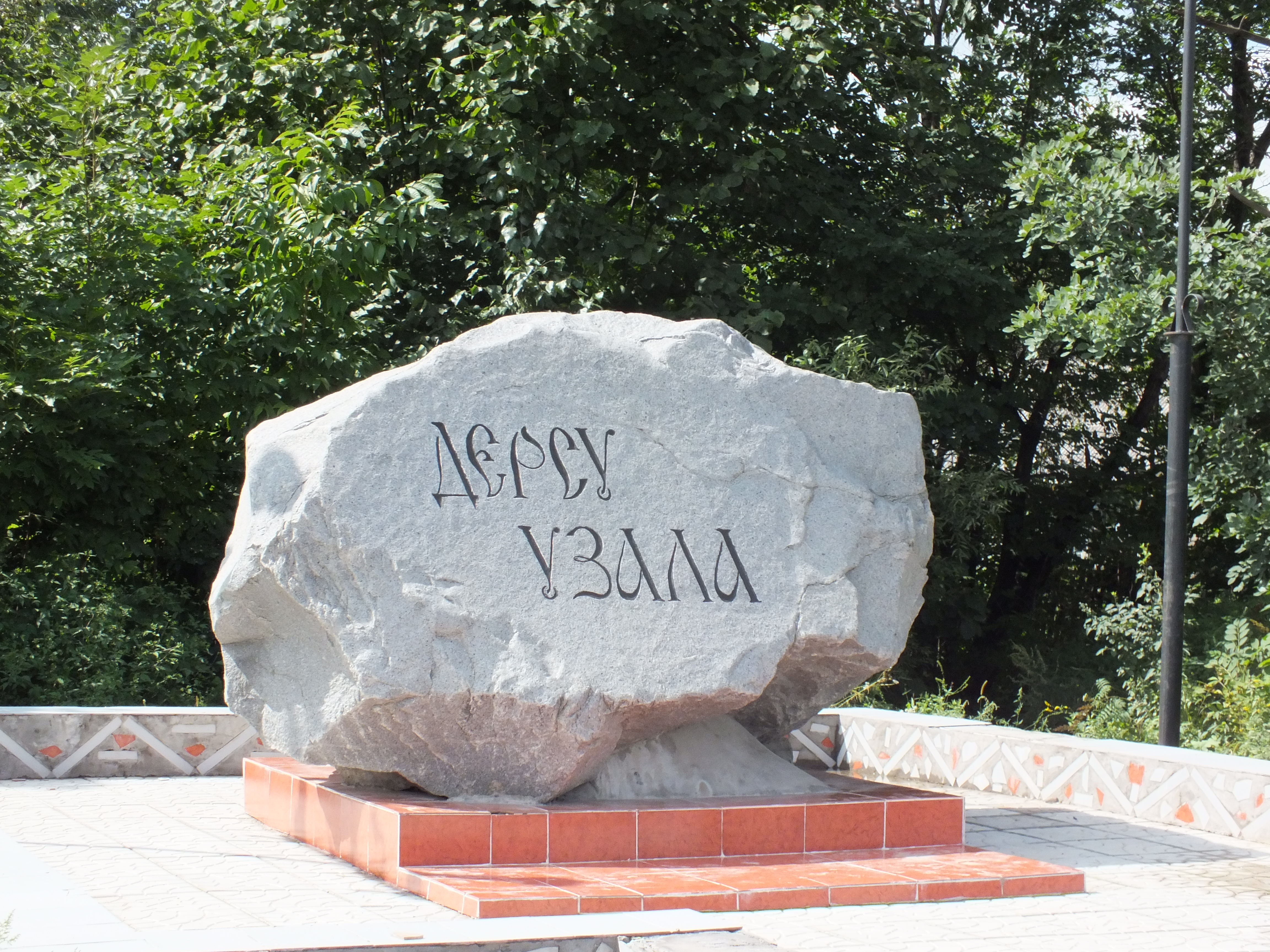
Gedenksteen voor Dersoe Oezala in Korfovskij